# Indoeuropska morfologija
Indoeuropski je jezik (ili indogermanski, praindoeuropski...) bio izrazito flektivan. Kod imenskih riječi imao je tri morfološke kategorije: rod, broj i padež. Tri morfološka broja su bila: jednina, dvojina i množina. Morfološku dvojinu od jezika poteklih iz praindoeuropskog danas čuvaju samo litavski (dijalektalno), gornjolužički, donjolužički i slovenski. Roda su također bila tri: muški, ženski i srednji (u starijem stadiju razvoja samo živi i neživi). Padeža je bilo osam: nominativ, genitiv, ablativ, dativ, akuzativ, vokativ, lokativ i instrumental. 
U indoeuropeistici ustaljene kategorije glagola su: lice, broj, način, stanje, vrijeme. Lica su bila tri, broja također (jd., dv., mn.); načina četiri: indikativ, konjunktiv, optativ i imperativ; stanja dva: aktiv i mediopasiv; vremena su bila prezent, aorist i perfekt. 

## Imenice
Indoeuropskih je sklonidbenih razreda bilo deset. *-o, *-eh₂, *-ih₂, *-uh₂, *-i, *-u, sklonidba riječi koje završavaju na sonant (ne računajući *-i i *-u, koji su slogotvorne inačice sonanata *y i *w), suglasnik, dvoglas te heteroklite (imenice koje su u nominativu, akuzativu i vokativu imale različitu osnovu od one u kosim padežima, npr. Njd. *wodr̥, "voda", Gjd. *udnos). *-o imenice se nazivaju tematskima, zbog tematskog samoglasnika *-o- (s prijevojnom varijantom -e-) koji se infingirao između osnove i nastavka. Npr. Njd. *wl̥,kw-o-s "vuk", Nmn. *wl̥,kw-o-es, što se steže u *wl̥,kw-ōs, Vjd. *wl̥,kw-e. Ostali se sklonidbeni razredi nazivaju atematskima. Imenske se riječi mogu podijeliti i ovisno o tome imaju li prijevojne smjene u osnovi ili nemaju, tj. na promjenjive i nepromjenjive. Npr. (r-osnove) Njd. *ph₂tēr "otac", Gjd. *ph₂tros, Npl.  *ph₂teres. Po tom se kriteriju promjenjive imenske riječi mogu svrstati u pet podrazreda, ovisno o kombinacijama jakih (+) i slabih (-) korijena, sufikasa i padežnih nastavaka. Ti podrazredi su: holodinamički (+++), statički (++-), amfidinamički (+-+), histerodinamički (+--) te proterodinamički (-+-). Jedna promjenjiva osnova je mogla imati samo po dva od pet sklonidbenih obrazaca. *-o, *-eh₂, *-ih₂ i *-uh₂ su nepromjenjive, a imenske su riječi ostalih sklonidbenih razreda promjenjive.
Genitiv i ablativ jednine su jednaki u svim sklonidbama osim u onoj o-osnova. Ablativ i dativ množine su uvijek jednaki, kao i ablativ, dativ i instrumental dvojine. Nominativ, akuzativ i vokativ su uvijek jednaki u množini i dvojini, te u jednini kod amfidinamičkih u-osnova i o-osnova srednjega roda. 

### Opći nastavci
| \| - \| jednina \| dvojina \| množina \| \| N \| -s, -ø, -m \| -h₁, -ih₁ \| -es, -h₂ \| \| G \| -os, -es, -s, -yo \| -ows, -us, oh₁s \| -om \| \| D \| -ey \| -bhyoh₁/-moh₁ \| -bhos/-mos \| \| A \| -m, -ø \| -h₁, -ih₁ \| -ons/-ns \| \| V \| -ø \| -h₁, -ih₁ \| -es, -h₂ \| \| L \| -i, -ø \| -ows, -us, oh₁s \| -su, -isu \| \| I \| -eh₁, -h₁, -bhi/-mi \| -bhyoh₁/-moh₁ \| -bhis/-mis, -oys \| \| Abl \| -os, -es, -s, -od \| -bhyoh₁/-moh₁ \| -bhos/-mos \| Kod bilježene opreke *-bh/-m (instrumental jednine; ablativ, dativ, instrumental množine i dvojine), *-m- je zapravo osobitost samo baltoslavenskih i germanskih jezika, stoga je u indoeuropskome bolje rekonstruirati varijantu *-bh. Osobitosti su tematske (ili *-o) sklonidbe Gjd. na *-os+yo (*wl̥,kwosyo), što je tematski sufiks *-o-, nastavak za genitiv jednine *-s, te odnosna čestica *yo (ostali razredi imaju *-os, *-es ili *-s); Abljd. na *-ōd, što je kontrakcija *-o-od; te Ijd. na *-oh₁ (ostali razredi imaju *-eh₁). Neki drugi padežni nastavci koji se pojavljuju samo u jednom sklonidbenom razredu su: Ljd. n-osnova na *-ø, Njd. *h₂ek`mōn, Ljd. *h₂ek`mon; Nmn. amfidinamičkih *-u osnova na *-h₂, etc. 1. - Matasović, Ranko (1997): Kratka poredbeno-povijesna gramatika latinskoga jezika. Zagreb: Matica hrvatska. - Matasović, Ranko (2008): Poredbenopovijesna gramatika hrvatskoga jezika. Zagreb: Matica hrvatska. - Indoeuropska fonologija - Indoeuropski prajezik - Indoeuropski jezici - Staroslavenska morfologija - Indoeuropski etimološki rječnici |                     |                 |                  |
| - | jednina             | dvojina         | množina          |
| N | -s, -ø, -m          | -h₁, -ih₁       | -es, -h₂         |
| G | -os, -es, -s, -yo   | -ows, -us, oh₁s | -om              |
| D | -ey                 | -bhyoh₁/-moh₁   | -bhos/-mos       |
| A | -m, -ø              | -h₁, -ih₁       | -ons/-ns         |
| V | -ø                  | -h₁, -ih₁       | -es, -h₂         |
| L | -i, -ø              | -ows, -us, oh₁s | -su, -isu        |
| I | -eh₁, -h₁, -bhi/-mi | -bhyoh₁/-moh₁   | -bhis/-mis, -oys |
| Abl | -os, -es, -s, -od   | -bhyoh₁/-moh₁   | -bhos/-mos       |